# Maíz Blanco (södra Motozintla kommun)
Maíz Blanco är en ort i Mexiko.   Den ligger i kommunen Motozintla och delstaten Chiapas, i den sydöstra delen av landet, 900 km sydost om huvudstaden Mexico City. Maíz Blanco ligger 1 329 meter över havet och antalet invånare är 326.
Terrängen runt Maíz Blanco är bergig västerut, men österut är den kuperad. Terrängen runt Maíz Blanco sluttar västerut. Runt Maíz Blanco är det ganska tätbefolkat, med 134 invånare per kvadratkilometer. Närmaste större samhälle är Motozintla de Mendoza, 13,1 km nordost om Maíz Blanco. I omgivningarna runt Maíz Blanco växer i huvudsak städsegrön lövskog.